# Haktywizm

Mężczyzna noszący maskę grupy "Anonymous" stoi przed muralem śpiącego kota w Austin, Texas.

Haktywizm (w ang. hacktivism to połączenie słów hacking i activism) – użycie komputerów i sieci do promowania celów społecznych i politycznych, zwłaszcza wolności słowa, praw człowieka i dostępu do informacji.
Działania są podejmowane z założeniem, że właściwe użycie nowych technologii może przynieść takie same, jeśli nie lepsze skutki jak konwencjonalne protesty, aktywizm polityczny i społeczny czy obywatelskie nieposłuszeństwo.

## Etymologia
Angielski termin hacktivism powstał z połączenia dwóch słów źródłowych: hacking i activism. Ani słownik języka polskiego PWN online ani Wielki Słownik Języka Polskiego online nie zawierają polskiego odpowiednika tego terminu, natomiast rejestr najnowszego słownictwa polskiego prowadzony przez Obserwatorium Językowe Uniwersytetu Warszawskiego definiuje haktywizm jako „działalność hakerską prowadzoną w szczytnym celu, zwykle społecznym lub politycznym” i „Mały słownik sztuki technologicznej” na portalu Culture.pl prowadzonym przez Instytut Adama Mickiewicza jako „formę aktywizmu społecznego i politycznego uprawianego przy wykorzystaniu sieci internetowej i narzędzi hakerskich”. W polskich mediach i środowisku naukowym funkcjonują słowa: haktywizm i haktywista.
Ideały haktywizmu nakreślił amerykański poeta John Perry Barlow, współtwórca Electronic Frontier Foundation w swojej Deklaracji niepodległości cyberprzestrzeni z 1996 roku. Samo stworzenie terminu hacktivism jest przypisywane grupie hackerów The Cult of the Dead Cow (cDc), wczesnej hackerspace. Termin ten miał się pojawić na ich liście mailowej w 1996 roku. W 1999 roku członkowie CdC powołali do życia organizację Hacktivismo, która opowiada się za przestrzeganiem powszechnej deklaracji praw człowieka i Międzynarodowego Paktu Praw Obywatelskich i Politycznych w stosunku do wszelkiej działalności internetowej, w szczególności za prawem dostępu do informacji i wolnością internetu od cenzury państwa. Członkowie Hacktivismo skoncentrowali się na rozwijaniu umiejętności i narzędzi oprogramowania na rzecz poparcia wolności słowa i prywatności, uważając ataki typu DoS czy defacement za nieetyczne.
Termin hacktivism został podchwycony przez media w ostatnich latach wojny domowej w Kosowie, kiedy aktywiści z całego świata stosowali ataki cybernetyczne wobec krajów zaangażowanych w konflikt w proteście przeciwko tej wojnie.

## Historia
Haktywizm zaobserwowano pod koniec lat 80. XX wieku wraz z rozwojem hakerstwa. Początkowo haktywiści stosowali wirusy i robaki dla rozprzestrzeniania przesłania protestu.
Jednym z pierwszych aktów haktywizmu było wpuszczenie robaka do sieci NASA i Departamentu Energii Stanów Zjednoczonych w 1989 roku w proteście przeciwko wystrzeleniu w kosmos wahadłowca z radioaktywnym plutonem na pokładzie, tzw. Worms Against Nuclear Killers (WANK). Wpuszczenie robaka WANK było akcją hakerów australijskich, a sam robak był prostej konstrukcji i atakował jedynie konta, które miały hasło dostępu takie samo jak nazwa użytkownika.
W latach 90. XX wieku haktywiści zaczęli stosować blokady usług (ang. Denial of Service, DoS). Pierwszym udokumentowanym atakiem tego typu w celach politycznych było zablokowanie na ponad tydzień serwerów rządu Wielkiej Brytanii poprzez wysłanie masy e-maili – był to protest grupy z San Francisco przeciwko ustawie o prawie karnym i porządku publicznym z 1994 roku (ang. Criminal Justice and Public Order Act).
W 1996 roku haktywiści rozpoczęli atakowanie stron internetowych poprzez zmiany ich zawartości i umieszczanie informacji o celach swoich protestów. Jednym z pierwszych ataków tego typu była zmiana strony Departamentu Sprawiedliwości Stanów Zjednoczonych, gdzie nazwę „Departament Sprawiedliwości” zmieniono na „Departament Niesprawiedliwości”, a na stronach zamieszczono materiały pornograficzne w proteście przeciwko ustawie Communications Decency Act z 1996 roku. Cześć ustawy dotycząca ochrony dzieci przed obscenicznym słownictwem uznana została w 1997 roku przez Sąd Najwyższy Stanów Zjednoczonych za naruszającą wolność słowa i niekonstytucyjną.
Przykładem jednego z pierwszych ataków haktywistów w formie DDoS (ang. Distributed Denial of Service) było zaatakowanie stron internetowych Pentagonu i rządu Meksyku przez grupę Electronic Disturbance Theater (EDT) w 1998 roku w celu zwrócenia uwagi na prawa Indian w meksykańskim stanie Chiapas w kontekście walki Zapatystów. EDT zapoczątkowało elektroniczne nieposłuszeństwo obywatelskie (ang. electronic civil disobedience) tworząc i udostępniając narzędzie FloodNet do wirtualnych protestów okupacyjnych (ang. Virtual Sit-In), które blokowało zaatakowaną stronę internetową poprzez automatyczne zmuszanie jej do permanentnego ładowania.
Inne grupy haktywistów działające w latach 90. XX wieku to m.in.:
- Internet Black Tigers ze Sri Lanki związana z Tamilskimi Tygrysami, która m.in. zbombardowała e-mailami (800 mail na dzień przez kilka tygodni) ambasady Sri Lanki[17];
- milw0rm, która m.in. zaatakowała indyjskie Centrum Badań Jądrowych Bhabha w 1998 roku w proteście przeciwko testom nuklearnych prowadzonym przez Indie;
- Electrohippies, która okupowała strony Światowej Organizacji Handlu w 1999 roku;

Wówczas również powstała lista mailingowa haktywistów, która w 1999 została wykorzystana do zorganizowania blokady Echelonu w proteście przeciwko globalnej sieci inwigilacji utrzymywanej przez Stany Zjednoczone, Wielką Brytanię, Kanadę, Australię i Nową Zelandię. W dniu akcji, jej uczestnicy zostali poproszeni o zalanie systemów mailami zawierającymi słowa–klucze wyszukiwane przez Echelon w celu przeciążenia systemu Echelonu.
Z czasem haktywizm stał się powszechnym środkiem protestów, zarówno jako element protestów antywojennych, jak i demonstracji ulicznych. Współcześnie na świecie funkcjonują tysiące grup haktywistów, działających na rzecz bardzo różnych spraw. Swoje działania nagłaśniają w mediach społecznościowych, przy czym większość z ich metod działania jest nielegalna według praw obowiązujących w danych krajach i uznawana za formę cyberprzestępczości. Metody haktywistów porównywane są często do tradycyjnych form protestu, np. defacement stron internetowych do graffiti, ataki DoS uniemożliwiające dostęp do stron internetowych do demonstracji okupacyjnych, które blokują ulice.
Jedną z najbardziej znanych grup haktywistów jest założony w 2003 roku kolektyw aktywistów i hakerów Anonymous, który w 2008 roku przeprowadził akcję Project Chanology przeciwko scjentologom (ang. Church of Scientology) w proteście przeciwko próbom ocenzurowania przez nich video z Tomem Cruise’em chwalącym kościół scjentologiczny. Anonymous przeprowadzili tysiące globalnych, regionalnych i lokalnych akcji przeciwko rządom (m.in. przeciwko rządom Tunezji i Egiptu podczas Wiosny Arabskiej), firmom (m.in. przeciwko firmom Visa i MasterCard w proteście przeciwko nałożeniu blokady na WikiLeaks), kościołom, terrorystom, handlarzom narkotyków i pedofilom i wspierali akcje organizowane przez innych aktywistów, np. ruchu Okupuj Wall Street. Anonymous udostępnił również narzędzie dla amatorów do przeprowadzania ataków typu DDoS – Niskoorbitalne Działo Jonowe.

## Haktywizm a cyberprzestępczość
Według prawa obowiązującego w Europie – Konwencji o Cyberprzestępczości i w Stanach Zjednoczonych (ang. Computer Fraud and Abuse Act, CFAA) wiele metod działań haktywistów uznawanych jest za nielegalne. W wielu krajach (m.in. Argentynie, Chile, Francji, Hiszpanii, Kolumbii i USA) toczyły się postępowania karne przeciwko haktywistom i niektórzy z nich zostali aresztowani i skazani. Jednak większość ataków haktywistów nie jest ścigana z mocy prawa z uwagi na niemożność wykrycia sprawców, niską szkodliwość społeczną czynu i relatywnie niskie koszty naprawy szkód (np. przywrócenia oryginalnych treści stron internetowych).
W 2001 roku sąd we Frankfurcie nad Menem uznał, że atak typu DoS przeprowadzony przez haktywistów wobec Lufthansy w proteście przeciwko odsyłaniu uchodźców nie był niezgodny z prawem, ponieważ atak skierowany był na zwrócenie uwagi opinii publicznej na zaistniały problem.
Metody stosowane przez haktywistów (w tym DoS, Google bombs czy DDoS) używane są również w niecnych celach, np. cyberterroryzmu, stąd inicjatywy podejmowane przez sympatyków haktywizmu, by odróżnić prawnie ataki w celach protestów od celowych ataków destrukcyjnych.

## Znane grupy haktywistów
- The Cult of the Dead Cow (cDc)
- Electronic Disturbance Theater (EDT)
- Electrohippies
- Anonymous